# Marc Rich
Marc Rich, ursprungligen Marcell David Reich, född 18 december 1934 i Antwerpen, död 26 juni 2013 i Luzern, var en amerikansk finansman och råvaruhandlare, speciellt inom oljesektorn. Han bildade företaget Marc Rich & Co AG 1974 och blev snabbt förmögen på affärerna. 
Marc Rich åtalades 1983 i USA på 51 punkter för bland annat skattebrott och illegal handel med Iran samt bedrägeri och flydde därför till Schweiz, men presidenten Bill Clinton benådade Marc Rich på sin allra sista dag som president 2001. USA:s federala polis FBI släppte enligt USA:s offentlighetsprincip, en vecka innan presidentvalet 2016, en utredning mot Bill Clinton om benådningen av Marc Rich. FBI lade ner sin utredning 2005. 
Marc Rich, som var tysktalande jude men varit bosatt i USA sedan han 1941 flydde från det ockuperade Belgien, hade även belgiskt, bolivianskt, israeliskt och spanskt pass. Han utnämndes till hedersdoktor vid två olika universitet i Israel.
Marc Richs liv skildras bland annat i Daniel Ammanns bok The King of Oil: The Secret Lives of Marc Rich som utkom 2009.